# Номерні знаки провінції Квебек

Регулярний знак

Автобусний знак

Номерний знак для інших комерційних потреб

Номерні знаки провінції Квебек видаються Компанією автомобільного страхування (SAAQ). Провінція Квебек вимагає розміщення лише заднього номерного знаку на автомобілі.
Регулярні номерні знаки Квебеку мають формат А12 БВГ. Кодування регулярних номерних знаків відсутнє. Чинні бланки номерних знаків мають біле тло, синій шрифт та обідок. В нижньому рядку номерного знаку розташовується гасло французькою мовою: Я пам’ятаю (Je me souviens). Індивідуальні комбінації літер і цифр не передбачено.

## Інші формати регулярних номерних знаків
Кодування інших номерних знаків здійснюється префіксами за типом транспортного засобу.
- Номерні знаки для мотоциклів мають формат АБВ123 та розміри 4х7 дюймів;
- Номерні знаки для вантажного транспорту мають формати L12345, LA1234
- Номерні знаки для причепів мають формат R12345;

## Номерні знаки «особливого інтересу»
До опціонних номерних знаків «особливого інтересу» можна віднести:
- Номерні знаки для ветеранів військової служби мають формат 123 АБВ та зображення квітки маку.
- Номерні знаки Радіолюбителів формату VA2 АБ. VA2 – символ Квебеку в радіопозивному.

## Номерні знаки для електромобілів
Для електромобілів передбачено номерні знаки тих самих форматів, лише шрифт та обідок мають зелений колір. В нижньому лівому куті таблички наноситься піктографічна позначка електромобілю.